# 拉塞勒 (科雷兹省)
拉塞勒（法語：Lacelle，法語發音：[lasɛl]）是法国科雷兹省的一个市镇，位于该省北部，属于蒂勒区。

## 地理
拉塞勒（45°38'28"N, 1°49'33"E）面积20.58 平方千米，位于法国新阿基坦大区科雷兹省，该省份为法国中南部省份，北起上维埃纳省和克勒兹省，西接多爾多涅省，南至洛特省，东临多姆山省和康塔爾省。
与拉塞勒接壤的市镇（或旧市镇、城区）包括：尚伯雷、莱格利斯欧布瓦、圣伊莱尔莱库尔布、塔尔纳克、维扬、朗普纳。

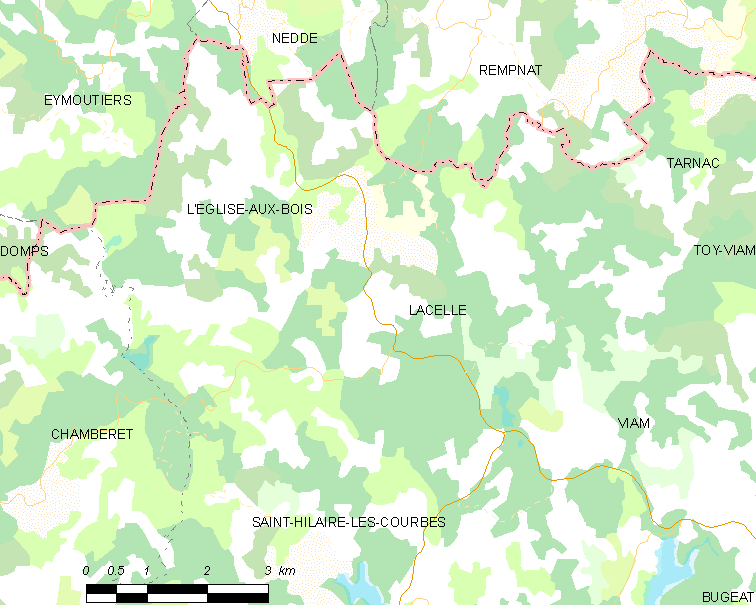
的OSM定位图

拉塞勒的时区为UTC+01:00、UTC+02:00（夏令时）。

## 行政
拉塞勒的邮政编码为19170，INSEE市镇编码为19095。

## 政治
拉塞勒所属的省级选区为塞亚克-莫内迪耶尔县。

## 人口

1962-2008年间人口变化图示

拉塞勒于2022年1月1日时的人口数量为136人。